# Re:BORN/Missing You
「Re:BORN/Missing You」(リボーン/ミッシング・ユー)は、日本のロックバンド・DREAMPOLICEの安藤誠之がソロ名義では初となる、2015年7月8日にリリースしたダブルA面シングル。

## 収録曲
1. Re:BORN
  - 作詞:安藤誠之  作曲・編曲:増田隆宣
2. Missing You
  - 作詞・作曲:安藤誠之  編曲:増田隆宣
3. Re:BORN(Inst.)
4. Missing You(Inst.)

## 参加ミュージシャン
- 安藤誠之:ボーカル・全作詞・作曲(#2)
- 増田隆宣:キーボード・全編曲・作曲(#1)
- 増崎孝司:ギター
- 篠田達也:ベース
- 田中一光:ドラム
- EMY:コーラス(#2)